# Actinostola groenlandica
Actinostola groenlandica är en havsanemonart som beskrevs av Oscar Henrik Carlgren 1899. Actinostola groenlandica ingår i släktet Actinostola och familjen Actinostolidae. Inga underarter finns listade i Catalogue of Life.